# Chilothorax lineolatus
Chilothorax lineolatus är en skalbaggsart som beskrevs av Johann Karl Wilhelm Illiger 1803. Chilothorax lineolatus ingår i släktet Chilothorax och familjen Aphodiidae. Inga underarter finns listade i Catalogue of Life.